# Peltasticinae
Peltasticinae es una subfamilia de coleópteros de la familia Derodontidae. Tiene un único  género:
Peltastica.

## Especies
- Peltastica amurensis
- Peltastica tuberculata